# Clélie Avit
Œuvres principales
Je suis là, Les Messagers des vents
Clélie Avit, née le 13 novembre 1986 à Saint-Étienne, est une écrivaine française.

## Biographie
Clélie Avit est née le 13 novembre 1986 à Saint-Étienne. Elle a grandi à Pont-Salomon, en Auvergne. Après des études de sciences, elle enseigne la physique et la chimie dans des lycées de Nice.
Elle commence à rédiger un premier roman qu'elle intitule Je suis là. Il paraît en 2015 chez JC Lattès,,, et remporte le Prix Nouveau Talent. Le livre est traduit dans 26 pays et devient un best-seller. 
Elle sort l'année suivante le premier tome de la quadrilogie des Messagers des vents,, qu'elle avait imaginé avant de rédiger le roman Je suis là. En 2019, elle sort un nouveau livre abordant le thème de l'autisme, L'expérience de la pluie, chez Plon,.

## Publications
- Clélie Avit, Je suis là, Paris, JC Lattès, impr. 2015, cop. 2015, 298 p. (ISBN 978-2-7096-4935-3 et 2-7096-4935-7, OCLC 911177993)

- Les messagers du vent , éditions du Masque

1. Clélie Avit, Les messagers des vents, Paris, Éditions du Masque, dl 2015, 477 p. (ISBN 978-2-7024-4555-6 et 2-7024-4555-1, OCLC 933776606)
2. Sanctuaires,  2016
3. Gardiens des Feux, 2017
4. Le Cinquième Artefact, 2017

- Clélie Avit, L'expérience de la pluie, Paris, Plon, 2019, 294 p. (ISBN 978-2-259-27680-1 et 2-259-27680-6, OCLC 1097194513)